# Tsagantegia longicranialis
La tsagantegia (Tsagantegia longicranialis) è un dinosauro erbivoro appartenente agli anchilosauri, o dinosauri corazzati. Visse all'inizio del Cretaceo superiore (Cenomaniano/Santoniano, circa 95 milioni di anni fa) e i suoi resti fossili sono stati ritrovati in Mongolia.

## Descrizione
Questo dinosauro è noto per un cranio completo, lungo circa 30 centimetri e largo 25. Al contrario di molti altri dinosauri corazzati, il cranio di questo animale possedeva una superficie dorsale liscia, ed era sprovvisto di un'ornamentazione suddivisa in un mosaico di poligoni. Oltre a ciò, le ossa quadratojugali e squamose erano poco sviluppate, diversamente da quelle degli altri anchilosauridi. Il cranio, lungo e piatto, era liscio e presentava piccole corna. Come tutti gli anchilosauri, anche Tsagantegia doveva avere un corpo possente coperto da una spessa corazza costituita da placche ossee (osteodermi).

## Classificazione
Tsagantegia è stato descritto per la prima volta da Tumanova nel 1993, ed è stato attribuito agli anchilosauridi, una famiglia di dinosauri corazzati dotati di mazza caudale. Sono state rscontrate somiglianze con il cranio degli shamosaurini (Shamosaurus e Gobisaurus), un gruppo di anchilosauridi primitivi dal cranio allungato; in uno studio del 2004, Tsagantegia è stato considerato il sister group di tutti gli altri anchilosauridi.

## Significato del nome
Il nome Tsagantegia deriva da Tsagan Teg ("Montagna Bianca" in mongolo), dal luogo dove è stato ritrovato il fossile, nella formazione Bayn Shireh nel deserto del Gobi. L'epiteto specifico, longicranialis, si riferisce alla forma allungata del cranio.